# Gauthier Boccard

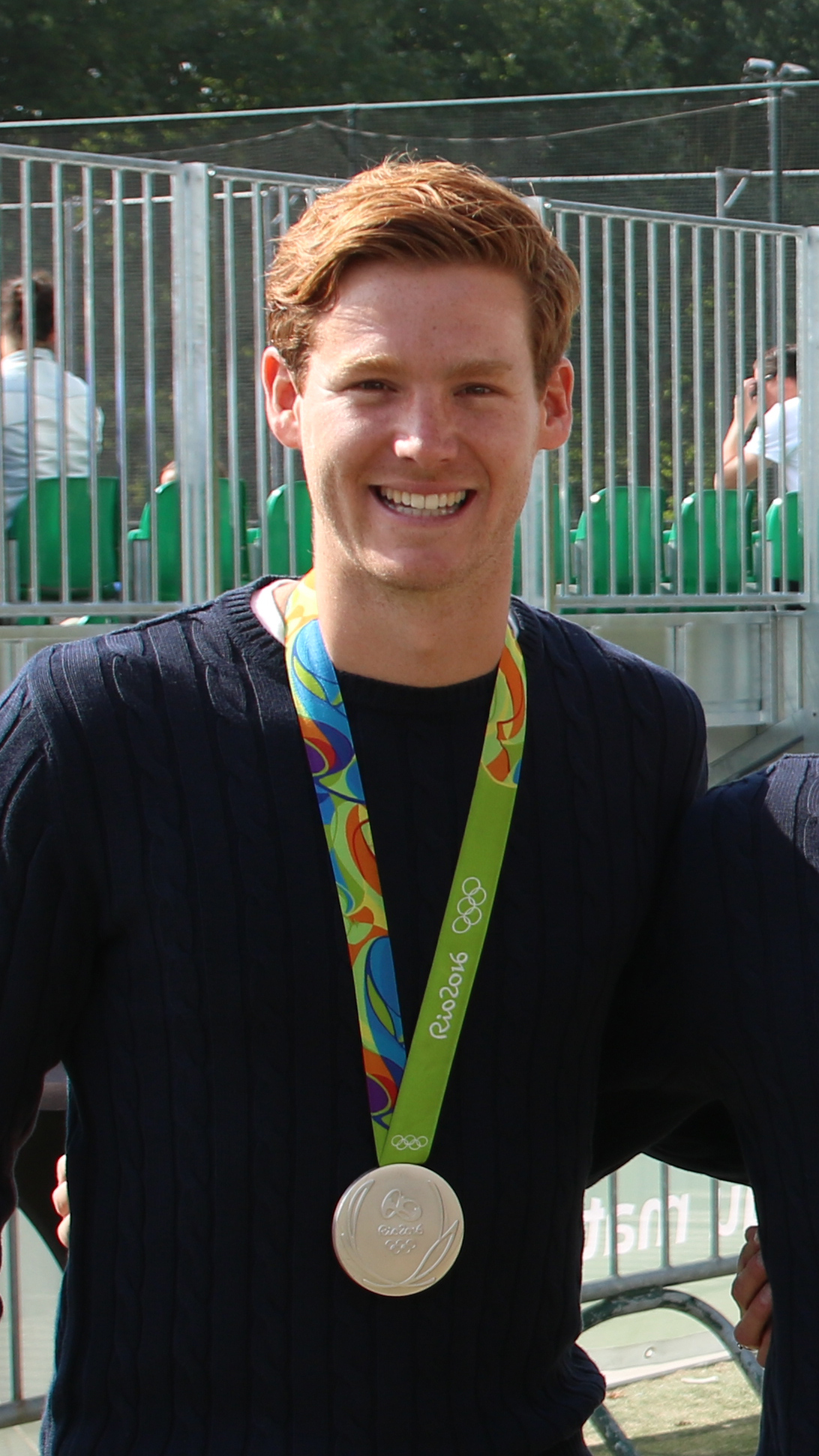
Gauthier Boccard (2016)

Gauthier Boccard (* 26. August 1991 in Uccle/Ukkel) ist ein belgischer Hockeyspieler. 2016 gewann er mit der belgischen Nationalmannschaft die olympische Silbermedaille, 2018 wurde er Weltmeister und 2021 Olympiasieger.

## Sportliche Karriere
Boccard spielt bei den Waterloo Ducks HC, mit denen er mehrfach belgischer Meister war und 2019 die Euro Hockey League gewann.
Bei den Olympischen Spielen 2012 in London erreichte der Verteidiger mit der Nationalmannschaft den fünften Platz. Ebenfalls Fünfte wurden die Belgier bei der Europameisterschaft 2015 in London. 2016 bei den Olympischen Spielen in Rio de Janeiro gewannen die Belgier im Halbfinale mit 3:1 gegen die Niederländer. Im Finale unterlagen sie den Argentiniern mit 2:4, wobei Boccard zwischenzeitlich auf 2:3 verkürzt hatte.
2017 erreichten die Belgier bei der Europameisterschaft in Amstelveen das Finale mit einem Halbfinalsieg über die Deutschen nach Shootout. Im Finale gewannen die Niederländer mit 4:2. Die Weltmeisterschaft 2018 wurde im indischen Bhubaneswar ausgetragen. Die Belgier belegten in ihrer Vorrundengruppe den zweiten Platz hinter der indischen Mannschaft. Mit Siegen über die pakistanische Mannschaft und über die deutsche Mannschaft erreichten die Belgier das Halbfinale und gewannen dort mit 6:0 gegen die Engländer. Im Finale siegten die Belgier mit 3:2 im Shootout gegen die Niederländer und gewannen erstmals den Weltmeistertitel. 2019 bei der Europameisterschaft in Antwerpen gewannen die Belgier erstmals den Europameistertitel, wobei sie im Finale die Spanier mit 5:0 bezwangen. Bei der Europameisterschaft 2021 gewannen die Belgier die Bronzemedaille. Zwei Monate später gewannen die Belgier bei den Olympischen Spielen in Tokio das Finale gegen die Australier im Penaltyschießen.
Bei der Weltmeisterschaft 2023 in Bhubaneswar erreichten die Belgier erneut das Finale, diesmal unterlagen sie der deutschen Mannschaft im Penaltyschießen. Bei den Olympischen Spielen 2024 in Paris gewannen die Belgier  ihre Vorrundengruppe, schieden aber im Viertelfinale gegen die Spanier aus. Boccard war in fünf von sechs Spielen dabei.
Insgesamt bestritt Boccard bis 2024 über 300 Länderspiele für Belgien.